# Wegener-Canyon
Koordinaten: 70° 45′ S, 14° 0′ W
Der Wegener-Canyon ist eine komplexe Erosionsstruktur im östlichen Weddellmeer, Antarktis. Er liegt zwischen Kap Norvegia und dem Explora Escarpment und durchschneidet den Kontinentalhang vor der Prinzessin-Martha-Küste. Namensgeber ist der deutsche Polarforscher Alfred Wegener (1880–1930).
1978 vom Vermessungsschiff Explora entdeckt erfolgte auf mehreren Expeditionen des deutschen Forschungsschiffs Polarstern eine detaillierte Kartierung mit dem schiffseigenen Fächerecholot. Die im Juli 1989 vom Advisory Committee on Undersea Features anerkannte Benennung erfolgte auf Vorschlag des Vermessungsingenieurs Hans Werner Schenke vom Alfred-Wegener-Institut.
Das vom Kontinent durch das Eis erodierte Material wird bevorzugt durch Canyons dieser Art in die Tiefsee transportiert. Transport und Ablagerung erfolgt im Wesentlichen durch Suspensionsströme.

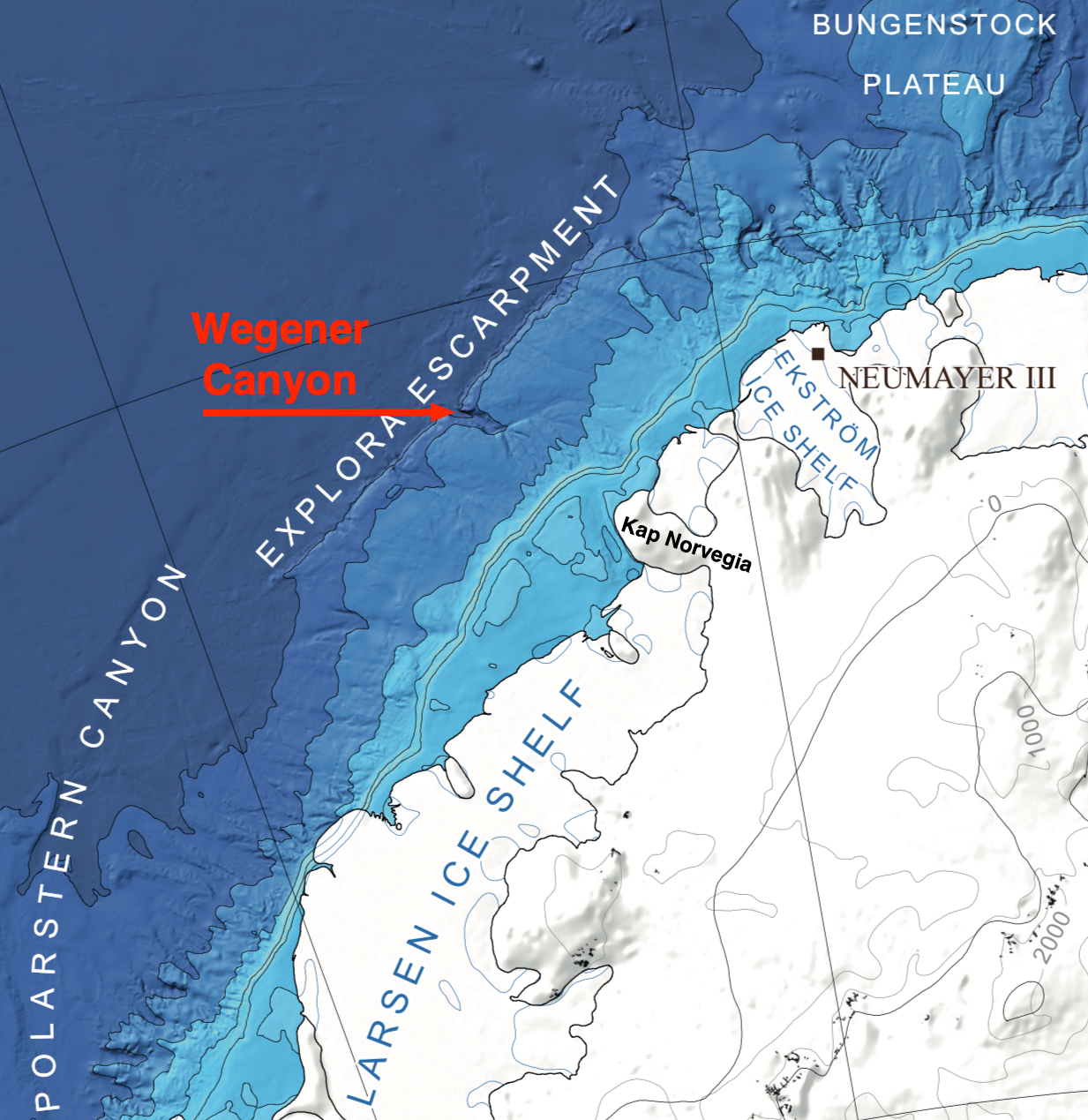
Lage des Wegener-Canyon am antarktischen Kontinentalrand